# Jiří Ticháček (lední hokejista)
Jiří Ticháček (* 30. ledna 2003 Sokolov) je český hokejový obránce a reprezentant. Již od mládežnických kategoriích hraje v českém týmu Rytíři Kladno.
S hokejem začal ve čtyř letech v Sokolově. Zde se v mládežnických kategoriích rozvíjel a postupně se propracoval až do Kladna. Jeho hokejovým vzorem je Marek Židlický. V roce 2023 se stal stříbrným medailistou na juniorském mistrovství světa.

## Statistiky

### Klubové statistiky
| Sezóna      | Klub                  | Soutěž      |     | Základní část | Základní část | Základní část | Základní část | Základní část |   | Play off | Play off | Play off | Play off | Play off |
| Sezóna      | Klub                  | Soutěž      | Z   | G             | A             | B             | TM            | Z             | G | A        | B        | TM       |          |          |
| 2020/21     | Rytíři Kladno         | ČHL-20      | 2   | 2             | 2             | 4             | 0             | —             | — | —        | —        | —        |          |          |
| 2020/21     | Rytíři Kladno         | 1. ČHL      | 17  | 0             | 2             | 2             | 6             | —             | — | —        | —        | —        |          |          |
| 2021/22     | Rytíři Kladno         | ČHL-20      | 3   | 2             | 7             | 9             | 0             | —             | — | —        | —        | —        |          |          |
| 2021/22     | Rytíři Kladno         | ČHL         | 41  | 2             | 6             | 8             | 14            | —             | — | —        | —        | —        |          |          |
| 2021/22     | HC Stadion Litoměřice | 1. ČHL      | 11  | 0             | 2             | 2             | 2             | 4             | 1 | 2        | 3        | 0        |          |          |
| 2022/23     | Rytíři Kladno         | ČHL-20      | 4   | 1             | 4             | 5             | 2             | —             | — | —        | —        | —        |          |          |
| 2022/23     | Rytíři Kladno         | ČHL         | 39  | 0             | 6             | 6             | 12            | —             | — | —        | —        | —        |          |          |
| 2023/24     | Rytíři Kladno         | ČHL         | 52  | 13            | 30            | 43            | 25            | —             | — | —        | —        | —        |          |          |
| 2024/25     | Rytíři Kladno         | ČHL         | 50  | 12            | 19            | 31            | 16            | —             | — | —        | —        | —        |          |          |
| ČHL celkově | ČHL celkově           | ČHL celkově | 182 | 27            | 61            | 88            | 67            | 0             | 0 | 0        | 0        | 0        |          |          |

### Reprezentace
| Rok                       | Tým                       | Soutěž                    | Z  | G | A | B | TM |
| ------------------------- | ------------------------- | ------------------------- | -- | - | - | - | -- |
| 2021                      | Česko 18                  | MS-18                     | 5  | 0 | 0 | 0 | 0  |
| 2022                      | Česko 20                  | MS-20                     | 7  | 0 | 1 | 1 | 0  |
| 2023                      | Česko 20                  | MS-20                     | 7  | 2 | 2 | 4 | 4  |
| 2025                      | Česko                     | MS                        | 8  | 0 | 1 | 1 | 4  |
| Juniorská kariéra celkově | Juniorská kariéra celkově | Juniorská kariéra celkově | 19 | 2 | 3 | 5 | 4  |
| Seniorská kariéra celkově | Seniorská kariéra celkově | Seniorská kariéra celkově | 8  | 0 | 1 | 1 | 4  |